# Aeropelican Air Services
Aeropelican Air Services Pty Ltd, действующая как Aeropelican Air Services, — австралийская региональная авиакомпания со штаб-квартирой в Ньюкасле (Новый Южный Уэльс).
Портом приписки авиакомпании и её хабом является аэропорт Ньюкасла, основным пунктом назначения в сети перевозок выступает сиднейский международный аэропорт.

## История
Авиакомпания Aeropelican Air Services была основана 23 октября 1968 года и начала операционную деятельность 1 июля 1971 года. Первоначально компания входила в бизнес австралийской семьи Хильдеров, а в 1980 году была продана авиакомпании Masling Airlines, которая в свою очередь принадлежала ныне несуществующему магистральному перевозчику Ansett Australia.
Основным маршрутом в сети регулярных перевозок Aeropelican Air Services стало направление между сиднейским аэропортом и принадлежащим авиакомпании аэропортом Белмонта в южном пригороде Ньюкасла. Рейсы между данными пунктами выполнялись по нескольку раз в день на самолётах De Havilland Canada DHC-6 Twin Otter.
После банкротства магистральной авиакомпании Ansett Australia в сентябре 2001 года компания Aeropelican была выставлена на продажу и в апреле следующего года приобретена авиахолдингом «International Air Parts». 20 июня 2003 года авиакомпания заключила первое коммерческое соглашение с другим австралийским перевозчиком Regional Express Airlines.

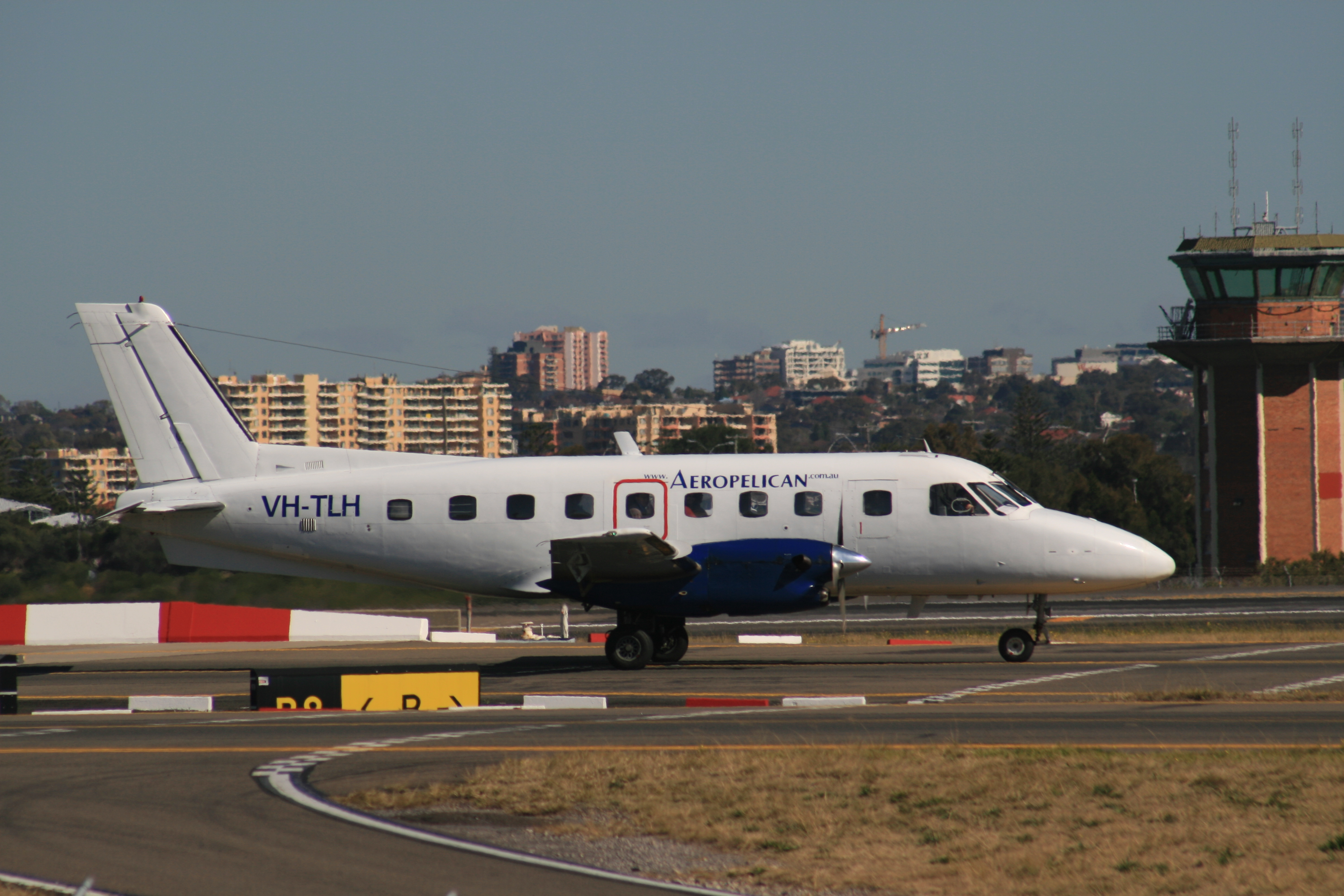
Embraer EMB 110 Bandeirante авиакомпании в сиднейском аэропорту

1 марта 2004 года в дополнение к сиднейским рейсам из аэропорта Белмонт авиакомпания открыла регулярные перевозки в другой аэропорта Ньюкасла — Уильямтаун, расположенный в северной части города. 20 сентября того же года к уже работающим на новом маршруте двум самолётам De Havilland Canada DHC-6 Twin Otter добавляется ещё один лайнер Embraer EMB 110 Bandeirante. В марте 2005 года Aeropelican Air Services исключила аэропорт Белмонт из собственной маршрутной сети регулярных перевозок. В том же году флот авиакомпании пополнился новым самолётом Fairchild Metro 23, а лайнеры Twin Otters выведены из парка перевозчика. В следующем году компания заказала три самолёта BAe Jetstream 32, что позволило её руководству заявить о планируемом введении новых регулярных маршрутов.
В конце 2006 года Aeropelican Air Services открыла регулярный рейс из Сиднея в Инверелл, ранее обслуживавшийся обанкротившейся авиакомпанией Big Sky Express. В 2007 году два из трёх заказанных самолётов BAe Jetstream 32 поступили в распоряжение авиакомпании и следом были выведены из эксплуатации лайнеры Fairchild Metro 23. В декабре того же года руководство компании объявило о получении разрешения от регулирующих коммерческие перевозки австралийских органов на открытие с 12 февраля 2008 года регулярного маршрута между Ньюкаслом и Тамуортом. Впоследствии перевозчик получил одобрение данного маршрута от австралийского агентства безопасности в гражданской авиации и начал выполнение регулярных рейсов, однако уже в сентябре месяцев был вынужден прекратить обслуживание маршрута в связи с недостаточной загруженностью самолётов.
В 2008 году холдинг «International Air Parts» продал авиакомпанию другому авиахолдингу «Business Air Holdings».

## Маршрутная сеть
По состоянию на январь 2011 году маршрутная сеть регулярных перевозок авиакомпании Aeropelican Air Services состояла из следующих направлений:
- Сидней — Ньюкасл (аэропорт Уильямтаун)
- Сидней — Наррабри
- Сидней — Муджи
- Сидней — Кума (Сноуи-Маунтинс)
- Ньюкасл — Наррабри
- Брисбен — Наррабри

## Флот

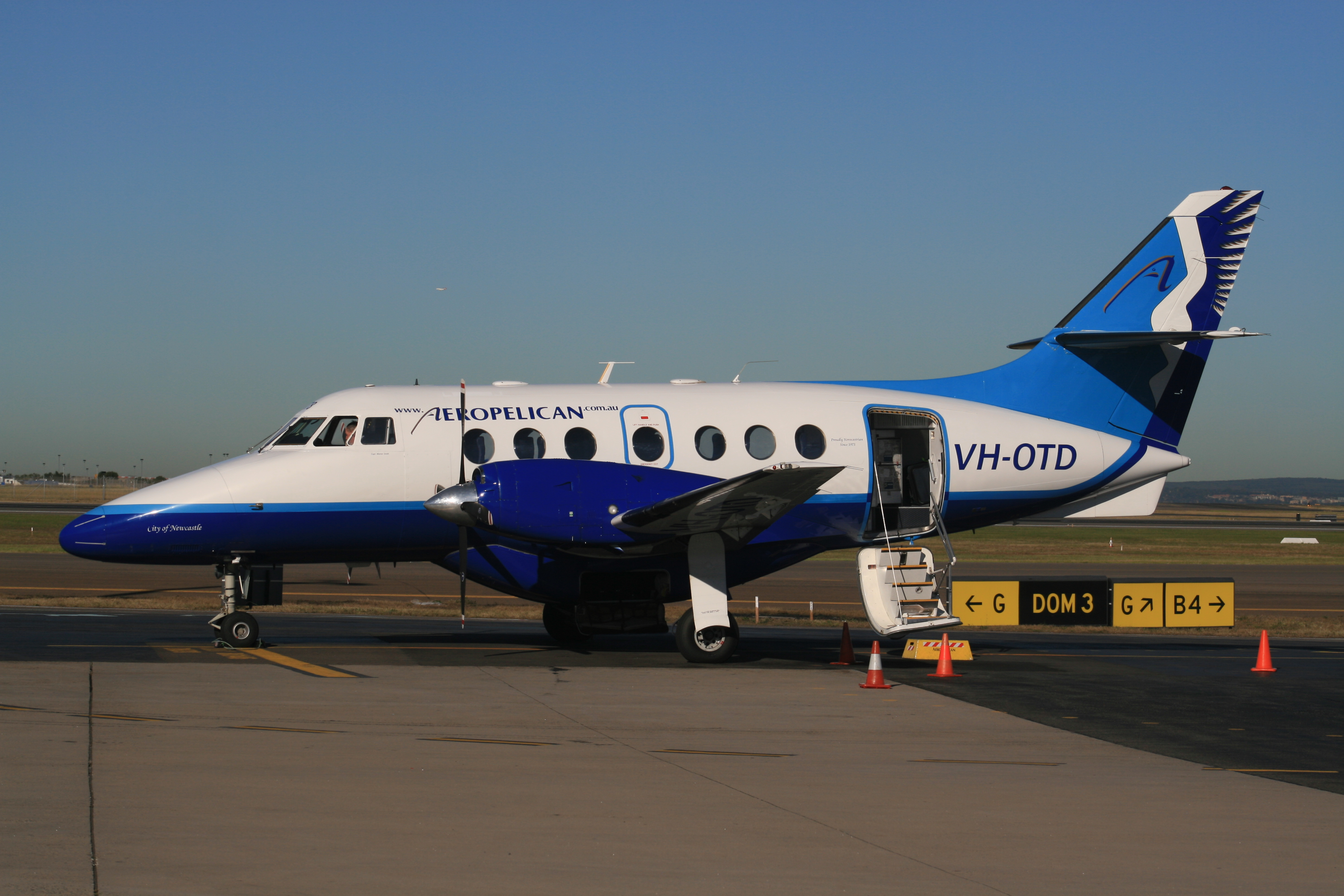
Первый лайнер Jetstream 32 авиакомпании в аэропорту Сиднея

В апреле 2010 года воздушный флот авиакомпании Aeropelican Air Services составляли следующие самолёты:
- BAe Jetstream 32 — 5 единиц